# Kaštel

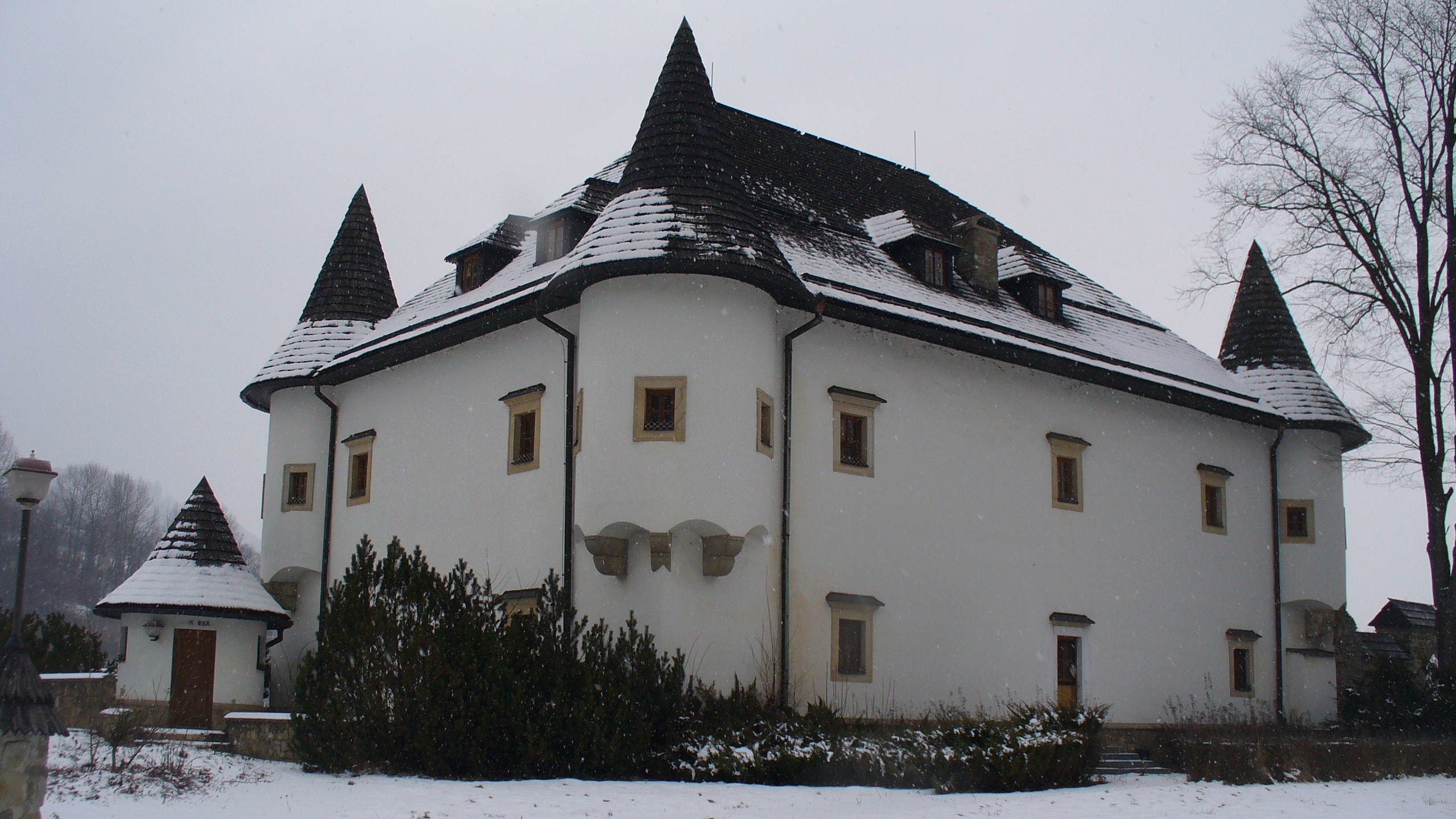
Kaštel Horná Lehota v okrese Dolný Kubín.

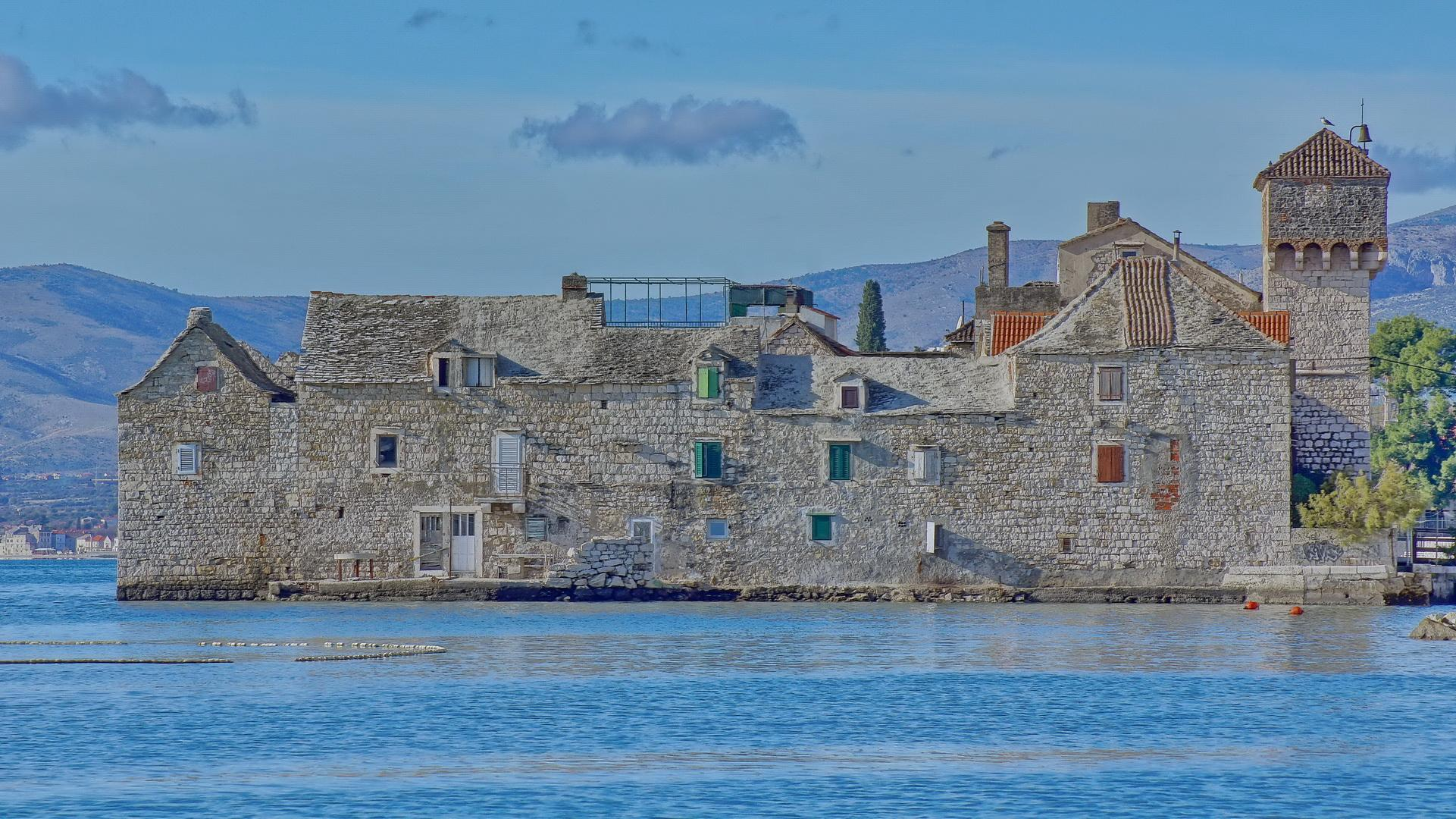
Kaštel Kaštilac v obci Kaštel Gomilica v Chorvatském souměstí Kaštela

Kaštel (též kaštěl, slovensky kaštieľ, z lat. castellum) je označení pro zpravidla nevelké opevněné venkovské sídlo střední a vyšší šlechty na Slovensku a v některých dalších zemích.[jakých?]

## Charakteristika
Kaštely bývaly původně opevněné, později byl kladen větší důraz na pohodlí a reprezentaci majitele. Ranější kaštel tak může být označován jako tvrz, zatímco pozdější již jako zámek.
Co do počtu, nejméně dochovaných kaštelů je z období gotiky, nejčastější jsou kaštely renesanční a klasicistní. V některých dalších zemích střední Evropy se lze s kaštely setkat ve smyslu malých pevností.
Tento typ stavby je velmi častý na Slovensku, v Česku se stavby podobného charakteru nazývají tvrzemi, popřípadě zámky. Často se jedná o stavby menších rozměrů, mnohdy nesprávně označovaných jako zámečky. Nezřídka jde o rozsáhlé objekty hradního charakteru.
Dochovanými stavbami tohoto typu jsou například Kaštel ve Strážkach a Humenné (oba renesanční), reprezentativní lovecký kaštel v Betliaru, barokně a klasicistně upravený, Diviaky, pozdně renesanční kaštel s rozlehlým opevněním s nárožními bastiony v obci Divín, renesančně-barokní Haličský zámek, barokně-klasicistní kaštel Svätý Anton (zvaný též Antol), vodní kaštel Bytčanský zámek, kde v roce 1611 probíhal proces s Alžbětou Báthoryovou.

### Další typy sídel
Kromě kaštelů jsou na Slovensku ještě skromnější sídla, zpravidla venkovská, nazývaná kúrie. Největším typem šlechtických sídel je hrad. Někdy se uvádí ještě jeden druh sídel, jímž je zámok, ale slovenský výraz zámok není významově shodný s českým výrazem zámek. V odborné literatuře je zámok považován za významově přesně neohraničené synonymum pro hrad na Slovensku.